# Wymyśle Polskie
Wymyśle Polskie – wieś sołecka w Polsce, położona w województwie mazowieckim, w powiecie płockim, w gminie Słubice.
W latach 1975–1998 miejscowość administracyjnie należała do województwa płockiego.